# 下貝格山

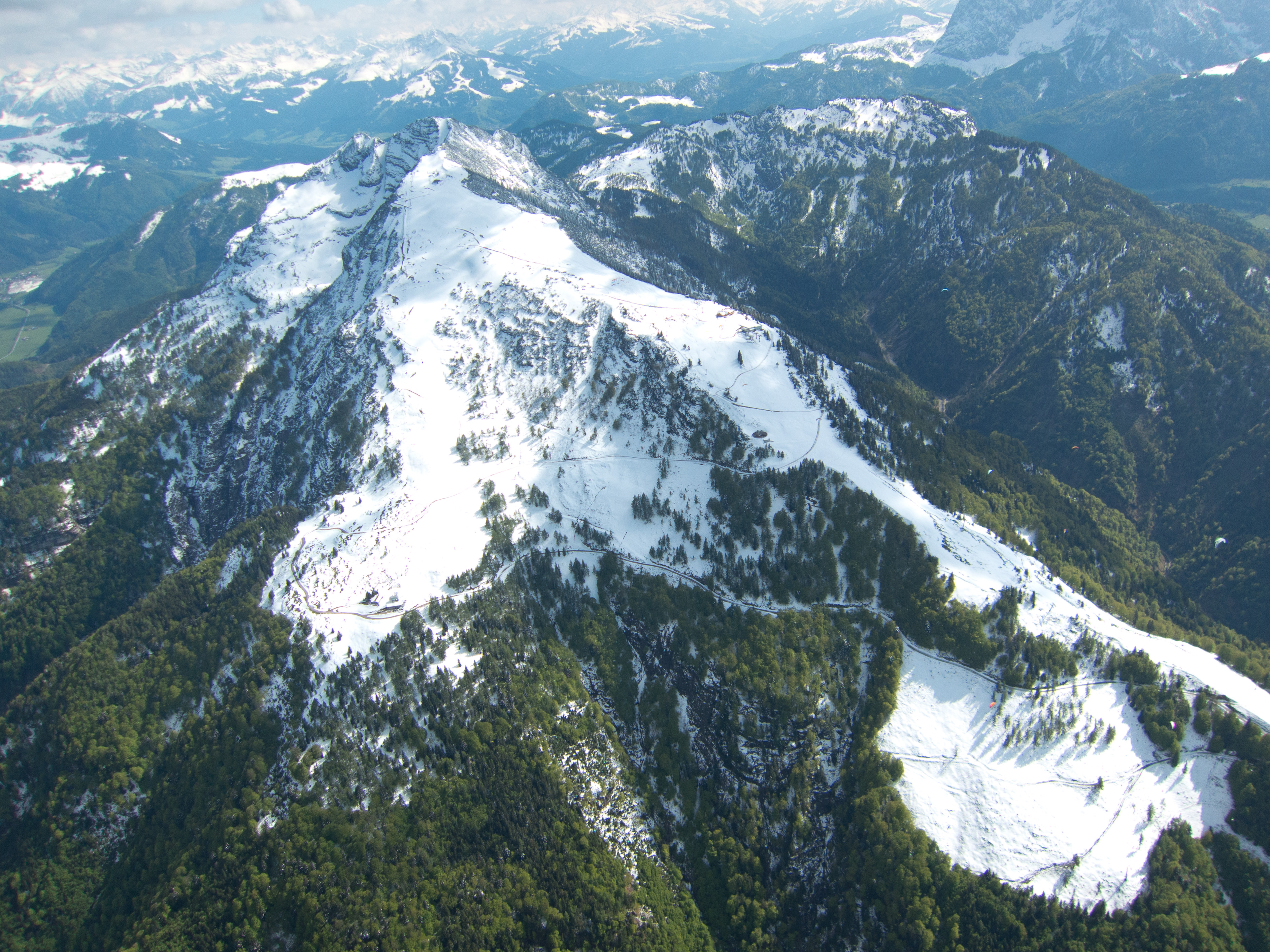

47°37′14″N 12°26′10″E / 47.62056°N 12.43611°E
下貝格山（德語：Unterberghorn），是奧地利的山峰，位於該國西部，由蒂羅爾州負責管轄，屬於皇帝山脈的一部分，距離萊爾歇格山8公里，海拔高度1,773米。